# Chomedahue
Chomedahue es una localidad chilena, ubicada en la comuna de Santa Cruz, provincia de Colchagua.
En 1899, el Diccionario Geográfico de la República de Chile de Francisco Astaburuaga Cienfuegos lo describe como un «caserío del departamento de Curicó, situado en la inmediación al S. de la villa de Santa Cruz. Cuenta con una población dispersa de 450 habitantes y tiene contiguas heredades cultivadas de su mismo nombre».
Es el lugar de origen del histórico grupo folclórico Los de Ramón, integrado por Raúl de Ramón y María Eugenia Silva.